# العلاقات السيشلية اللاتفية
العلاقات السيشلية اللاتفية هي العلاقات الثنائية التي تجمع بين سيشل ولاتفيا.

## مقارنة بين البلدين
هذه مقارنة عامة ومرجعية للدولتين:
| وجه المقارنة                                              | سيشل                                                | لاتفيا                                             |
| --------------------------------------------------------- | --------------------------------------------------- | -------------------------------------------------- |
| المساحة (كم2)                                             | 459                                                 | 64.59 ألف                                          |
| عدد السكان (نسمة)                                         | 95.84 ألف                                           | 1.93 مليون                                         |
| الكثافة السكانية (ن./كم²)                                 | 20.88 ألف                                           | 29.88                                              |
| العاصمة                                                   | فيكتوريا                                            | ريغا                                               |
| اللغة الرسمية                                             | لغة فرنسية، لغة إنجليزية، اللغة الكريولية السيشيلية | اللغة اللاتفية                                     |
| العملة                                                    | روبية سيشلية                                        | يورو، لاتس لاتفي، الروبل اللاتفي ‏، الروبل اللاتفي ‏ |
| الناتج المحلي الإجمالي (بليون دولار)                      | 1.49 مليار                                          | 30.26 مليار                                        |
| الناتج المحلي الإجمالي (تعادل القوة الشرائية) بليون دولار | 2.54 مليار                                          | 49.24 مليار                                        |
| الناتج المحلي الإجمالي الاسمي للفرد دولار أمريكي          | 15.48 ألف                                           | 14.06 ألف                                          |
| الناتج المحلي الإجمالي للفرد دولار أمريكي                 | 26.42 ألف                                           | 23.55 ألف                                          |
| مؤشر التنمية البشرية                                      | 0.772                                               | 0.819                                              |
| رمز المكالمات الدولي                                      | +248                                                | +371                                               |
| رمز الإنترنت                                              | .sc                                                 | .lv                                                |
| المنطقة الزمنية                                           | ت ع م+04:00                                         | ت ع م+02:00، ت ع م+03:00، أوروبا/ريغا ‏             |

## منظمات دولية مشتركة
يشترك البلدان في عضوية مجموعة من المنظمات الدولية، منها:
| علم المنظمة | اسم المنظمة                               | تاريخ انضمام سيشل | تاريخ انضمام لاتفيا |
| ----------- | ----------------------------------------- | ----------------- | ------------------- |
|             | يونسكو                                    | 18 أكتوبر 1976    | 9 يوليو 1951        |
|             | وكالة ضمان الاستثمار متعدد الأطراف        | 15 سبتمبر 1992    | 21 أغسطس 1998       |
|             | الأمم المتحدة                             | 21 سبتمبر 1976    | 17 سبتمبر 1991      |
|             | الفريق المعني برصد الأرض                  | ?                 | ?                   |
|             | الاتحاد البريدي العالمي                   | ?                 | ?                   |
|             | البنك الدولي للإنشاء والتعمير             | 29 سبتمبر 1980    | 11 أغسطس 1992       |
|             | الاتحاد الدولي للاتصالات                  | 17 سبتمبر 1999    | 11 ديسمبر 1921      |
|             | منظمة حظر الأسلحة الكيميائية              | 29 أبريل 1997     | ?                   |
|             | مؤسسة التمويل الدولية                     | 11 يونيو 1981     | 29 سبتمبر 1993      |
|             | المركز الدولي لتسوية المنازعات الاستشارية | 19 أبريل 1978     | 7 سبتمبر 1997       |
|             | منظمة الشرطة الجنائية الدولية             | 1 سبتمبر 1977     | ?                   |

## وصلات خارجية
- موقع وزارة الخارجية السيشلية
- موقع وزارة الخارجية اللاتفية